# Jay Howard
Jay Howard (né le 16 février 1981 à Basildon, Angleterre) est un pilote automobile anglais. 
Il pilote en IndyCar Series au sein de l'écurie Sarah Fisher Racing.

## Résultats aux 500 miles d'Indianapolis
| Année | Châssis | Moteur | Départ | Arrivée | Équipe      |
| ----- | ------- | ------ | ------ | ------- | ----------- |
| 2008  | Dallara | Honda  | Rpl*   | Rpl*    | Roth        |
| 2010  | Dallara | Honda  | DNQ    | DNQ     | Fisher      |
| 2011  | Dallara | Honda  | 20     | 30      | Schmidt/RLL |

- Il se qualifie pour l'édition 2008 mais est remplacé par John Andretti